# Campionato sudamericano femminile di pallavolo 1964
Il VI campionato sudamericano femminile di pallavolo si è svolto nel 1964 a Buenos Aires, in Argentina. Al torneo hanno partecipato 4 squadre nazionali sudamericane e la vittoria finale è andata per la prima volta al Perù.

## Squadre partecipanti
| - Perù - Paraguay - Argentina - Uruguay |

## Classifica finale
| Classifica | Squadre   |
| ---------- | --------- |
|            | Perù      |
|            | Paraguay  |
|            | Argentina |
| 4          | Uruguay   |